# Tanaotrichia trilineata
Tanaotrichia trilineata là một loài bướm đêm trong họ Geometridae.